# Enrico Gasparri
Enrico Gasparri (ur. 25 lipca 1871 w Ussicie, zm. 20 maja 1946 w Rzymie) – włoski kardynał, wysoki urzędnik Kurii Rzymskiej.
Kształcił się w Nepi i Rzymie, gdzie uzyskał doktoraty z teologii i utroque iure. Święcenia kapłańskie otrzymał 10 sierpnia 1894. Pracował duszpastersko w Wiecznym Mieście, a następnie służył od roku 1898 jako sekretarz swego stryja, przyszłego kardynała Pietro Gasparriego, który ówcześnie piastował funkcję delegata apostolskiego do Peru, Ekwadoru i Boliwii. W latach 1906–1915 pracował jako sekretarz w nuncjaturach w Portugalii, a następnie w Belgii i Brazylii. Od 1913 prywatny szambelan Jego Świątobliwości.
9 grudnia 1915 mianowany tytularnym arcybiskupem Sebaste i delegatem apostolskim do Kolumbii. Sakry udzielił mu przyszły kardynał Vittorio Amedeo Ranuzzi de’ Bianchi. Od roku 1917, po podniesieniu delegatury do rangi nuncjatury, został nuncjuszem w Kolumbii. W latach 1920–1933 nuncjusz w Brazylii. Na konsystorzu z grudnia 1925 ogłoszony kardynałem prezbiterem San Bartolomeo all'Isola. Poczyniono tu wyjątek, gdyż wedle Kodeksu Prawa Kanonicznego nie mógł zostać kardynałem duchowny, który posiadał wuja w kolegium (Pietro Gasparri został kardynałem w roku 1907). W roku 1933 powrócił do Rzymu i został prefektem Najwyższego Trybunału Sygnatury Apostolskiej. W tym samym roku włączony został do grona kardynałów biskupów. Brał udział w konklawe 1939. Od 1942 wicedziekan Kolegium Kardynałów. Zmarł w swej rezydencji w Rzymie z powodu dolegliwości sercowych. Pochowany w Sacrofano.